# FC Gütersloh
FC Gütersloh 2000 is een Duitse voetbalclub uit de stad Gütersloh in de deelstaat Noordrijn-Westfalen. De thuiswedstrijden worden in het Heidewaldstadion gespeeld dat plaats biedt aan 12.500 toeschouwers. Tot 2009 was er ook een vrouwenvoetbalafdeling, maar die werd hierna onafhankelijk onder de naam FSV Gütersloh 2009.
In 1978 fuseerden DJK Gütersloh (de blauwen) en SVA Gütersloh (de groenen). Beide clubs zagen in dat ze samen meer konden bereiken. DJK speelde van 1974 tot 1976 in de 2. Bundesliga. De fusieclub begon in de Oberliga Westfalen (III) en eindigde tot 1989 steevast in de top 10, op 1985 na. Een jaar daarvoor werd de club zelfs kampioen maar kon in de eindronde geen promotie afdwingen. In 1990 degradeerde de club maar kon onmiddellijk terugkeren. In 1995 deed de club zware investeringen die resulteerden in de titel. De Oberliga was intussen een 4de klasse geworden dus speelde de club opnieuw op het niveau van de 3de klasse, maar ook daar werd de titel binnen gehaald en kon de fusieclub voor het eerst naar de 2de klasse. In het 2de seizoen werd de club daar 5de maar het volgende seizoen degradeerde de club.
Het volgende seizoen was desastreus, de club moest zich tijdens het lopende seizoen terugtrekken wegens insolventie, de club moest gedwongen degraderen naar de Oberliga. Op 23 februari 2000 werd FC Gütersloh 2000 opgericht als voortzetting van de club van 1978.
De club speelde in de Oberliga Westfalen tot deze opgeheven werd in 2008 nadat de 3. Liga werd ingevoerd en de Oberliga de vijfde klasse werd. De Oberliga Westfalen fusioneerde met de Oberliga Nordrhein en werd zo de nieuwe NRW-Liga. De club degradeerde echter naar de Westfalenliga, de zesde klasse. In 2012 werd de NRW-Liga ontbonden en promoveerde de club naar de Oberliga Westfalen.

## Eindklasseringen vanaf 1966
| Seizoen             | Competitie                     | Niveau | Eindstand | DFB Pokal | Opmerking |
| ------------------- | ------------------------------ | ------ | --------- | --------- | --- |
| DJK Gütersloh       |                                |        |           |           | |
| 1965/66             | Landesliga Westfalen-5         | IV     | 10        | --        | |
| 1966/67             | Landesliga Westfalen-5         | IV     | 2         | --        | |
| 1967/68             | Landesliga Westfalen-5         | IV     | 1         | --        | |
| 1968/69             | Verbandsliga Westfalen Nordost | III    | 1         | --        | play-off kampioenschap Westfalen > SG Wattenscheid 09: 3-1; 3e in promotieserie met SG Wattenscheid 09, SSVg Velbert en Borussia Brand |
| 1969/70             | Regionalliga West              | II     | 10        | --        | |
| 1970/71             | Regionalliga West              | II     | 8         | --        | |
| 1971/72             | Regionalliga West              | II     | 13        | --        | |
| 1972/73             | Regionalliga West              | II     | 9         | --        | |
| 1973/74             | Regionalliga West              | II     | 9         | --        | |
| 1974/75             | 2. Bundesliga Nord             | II     | 14        | 2e ronde  | < Rot-Weiss Essen: 2-6 uit |
| 1975/76             | 2. Bundesliga Nord             | II     | 19        | 3e ronde  | < Arminia Bielefeld: 2-3 uit |
| 1976/77             | Verbandsliga Westfalen Nordost | III    | 5         | 3e ronde  | < FC 08 Homburg: 0-6 |
| 1977/78             | Verbandsliga Westfalen Nordost | III    | 8         | --        | |
| FC Gütersloh        |                                |        |           |           | |
| 1978/79             | Oberliga Westfalen             | III    | 4         | 3e ronde  | < Karlsruher SC: 0-3 uit |
| 1979/80             | Oberliga Westfalen             | III    | 6         | --        | |
| 1980/81             | Oberliga Westfalen             | III    | 4         | --        | |
| 1981/82             | Oberliga Westfalen             | III    | 2         | --        | kwartfinale Duits amateurkampioenschap > SpVgg 07 Ludwigsburg: 0-0 uit/ 3-4 thuis                                                      |
| 1982/83             | Oberliga Westfalen             | III    | 6         | --        | |
| 1983/84             | Oberliga Westfalen             | III    | 1         | --        | 4e in promotieserie met Blau-Weiß 90 Berlin, FC St. Pauli, 1. FC Bocholt en SV Lurup                                                   |
| 1984/85             | Oberliga Westfalen             | III    | 14        | --        | |
| 1985/86             | Oberliga Westfalen             | III    | 3         | --        | finalist Westfalenpokal > DSC Wanne-Eickel: 1-2                                                                                        |
| 1986/87             | Oberliga Westfalen             | III    | 8         | 2e ronde  | < Blau-Weiß 90 Berlin: 0-5 |
| 1987/88             | Oberliga Westfalen             | III    | 6         | --        | |
| 1988/89             | Oberliga Westfalen             | III    | 6         | --        | finalist Westfalenpokal > VfR Sölde: 1-2                                                                                               |
| 1989/90             | Oberliga Westfalen             | III    | 15        | 2e ronde  | < VfB Stuttgart: 0-2 n.v. |
| 1990/91             | Verbandsliga Westfalen Nordost | IV     | 1         | --        | |
| 1991/92             | Oberliga Westfalen             | III    | 11        | --        | |
| 1992/93             | Oberliga Westfalen             | III    | 13        | --        | |
| 1993/94             | Oberliga Westfalen             | III    | 9         | --        | invoering Regionalliga |
| 1994/95             | Oberliga Westfalen             | IV     | 1         | --        | |
| 1995/96             | Regionalliga West/Südwest      | III    | 1         | --        | |
| 1996/97             | 2. Bundesliga                  | II     | 13        | 1e ronde  | < Hannover 96: 0-1 uit |
| 1997/98             | 2. Bundesliga                  | II     | 5         | 1e ronde  | < VfB Leipzig: 1-2 uit |
| 1998/99             | 2. Bundesliga                  | II     | 15        | 1e ronde  | < Sportfreunde Eisbachtal: 0-1 n.v. uit                                                                                                |
| 1999/00             | Regionalliga West/Südwest      | III    | 19        | 2e ronde  | < Energie Cottbus: 0-1 |
| FC Gütersloh (2000) |                                |        |           |           | |
| 2000/01             | Oberliga Westfalen             | IV     | 4         | --        | |
| 2001/02             | Oberliga Westfalen             | IV     | 9         | --        | |
| 2002/03             | Oberliga Westfalen             | IV     | 3         | --        | |
| 2003/04             | Oberliga Westfalen             | IV     | 8         | --        | |
| 2004/05             | Oberliga Westfalen             | IV     | 10        | --        | |
| 2005/06             | Oberliga Westfalen             | IV     | 3         | --        | |
| 2006/07             | Oberliga Westfalen             | IV     | 5         | --        | |
| 2007/08             | Oberliga Westfalen             | IV     | 10        | --        | |
| 2008/09             | NRW-Liga                       | V      | 17        | --        | invoering 3. Liga |
| 2009/10             | Westfalenliga-1                | VI     | 7         | --        | |
| 2010/11             | Westfalenliga-1                | VI     | 4         | --        | |
| 2011/12             | Westfalenliga-1                | VI     | 3         | --        | |
| 2012/13             | Oberliga Westfalen             | V      | 8         | --        | |
| 2013/14             | Oberliga Westfalen             | V      | 10        | --        | |
| 2014/15             | Oberliga Westfalen             | V      | 13        | --        | |
| 2015/16             | Oberliga Westfalen             | V      | 12        | --        | |
| 2016/17             | Oberliga Westfalen             | V      | 10        | --        | |
| FC Gütersloh        | Oberliga Westfalen             | V      |           |           | |
| 2017/18             | Oberliga Westfalen             | V      | 16        | --        | |
| 2018/19             | Oberliga Westfalen             | V      | 10        | --        | |
| 2019/20             | Oberliga Westfalen             | V      | 11        | --        | competitie afgebroken i.v.m. coronapandemie                                                                                            |
| 2020/21             | Oberliga Westfalen             | V      | --        | --        | competitie afgebroken i.v.m. coronapandemie, geen eindstand                                                                            |
| 2021/22             | Oberliga Westfalen             | V      | 5         | --        | |
| 2022/23             | Oberliga Westfalen             | V      | 1         | --        | Winnaar Westfalenpokal > SpVgg Erkenschwick: 0-0 (4-3 n.s.)                                                                            |
| 2023/24             | Regionalliga West              | IV     | 13        | 1e ronde  | < Holstein Kiel: 0-2 |
| 2024/25             | Regionalliga West              | IV     | 2         | --        | Ligatopscorer: Patrik Twardzik (19) |
| 2025/26             | Regionalliga West              | IV     | .         | 1e ronde  | < 1. FC Union Berlin: 0-5 |

## Bekende (oud-) spelers
- Frank Amankwah
- Alexander Bannink
- Giuseppe Canale
- Erwin Koen
- Adam Matysek
- Rob Reekers
- Daniel Stendel